# 紹塞潘帕區
6°41′26″S 78°55′06″W / 6.6906°S 78.9183°W
紹塞潘帕區（西班牙語：Distrito de Saucepampa），是秘魯的一個區，位於該國北部卡哈馬卡大區的聖克魯斯省，始建於1989年9月1日，面積31.6平方公里，海拔高度1,875米，2005年人口2,079，人口密度每平方公里66人。